# Thomas Skoglund
Pour les articles homonymes, voir Skoglund.
Thomas Skoglund, né le 3 mars 1983 à Lillestrøm, est un joueur de handball norvégien.

## Palmarès avec la Norvège
- Championnat du monde 2009 :  9e
- Championnat d'Europe 2010 :  7e
- Championnat du monde 2011 :  9e
- Championnat d'Europe 2012 : 13e